# Fosenhallen
De ijsbaan van Bjugn genaamd Fosenhallen ligt sedert 2007 in Bjugn, in de Noorse provincie Trøndelag.

## Grote wedstrijden
Internationale kampioenschappen
- 2014 - WK junioren

Wereldbekerwedstrijden
- 2011/2012 - Wereldbeker junioren
- 2013/2014 - Wereldbeker junioren finale

Nationale kampioenschappen
- 2008 - NK afstanden (mannen en vrouwen)
- 2008 - NK allround (mannen en vrouwen)
- 2008 - NK sprint (mannen en vrouwen)
- 2024 - NK afstanden (mannen en vrouwen)